# Lijst van familiale verbanden tussen Nederlandse politici
Hieronder staat een lijst van een aantal Nederlandse politici en gezagsdragers met hun (familie)relatie.
- Fractievoorzitter Jozias van Aartsen (VVD) zoon van minister Jan van Aartsen (ARP)
- Kamerlid Pieter Jan Biesheuvel (CDA) achterneef van Premier Barend Biesheuvel (ARP) en getrouwd met griffier Jacqueline Biesheuvel-Vermeijden
- Kamerlid Margreet de Boer (GroenLinks) is een dochter van Kamerlid Wim de Boer (GroenLinks);
- Fractievoorzitter Frits Bolkestein (VVD) kleinzoon van minister Gerrit Bolkestein (VDB); oom van VVD kamerlid Martijn Bolkestein.
- Minister Ben Bot (CDA) zoon van minister Theo Bot (KVP), partner van oud minister Sybilla Dekker (VVD)
- Kamerlid Saskia Noorman-den Uyl (PvdA) is een dochter van premier Joop den Uyl (PvdA);
- Burgemeester Paul Depla (PvdA) is een broer van Staf Depla (PvdA), oud-Tweede Kamerlid en nu wethouder in Eindhoven
- Staatssecretaris I.N.Th Diepenhorst (CHU) zoon van Kamerlid Pieter Diepenhorst (ARP)
- Mininister Piet Hein Donner (CDA) kleinzoon van minister Jan Donner (ARP)
- Minister Willem Drees jr. (DS'70) zoon van premier Willem Drees (PvdA)
- Minister Wim Duisenberg (PvdA), vader van Kamerlid Pieter Duisenberg (VVD)
- Fractievoorzitter Bas de Gaay Fortman (PPR) zoon van minister Wilhelm Friedrich de Gaay Fortman (ARP)
- Minister Wilhelm Friedrich de Gaay Fortman (ARP) neef (oomzegger) van Kamerlid Pieter Diepenhorst (ARP) en neef van staatssecretaris I.N.Th. Diepenhorst (CHU)
- Partijvoorzitter Michiel van Hulten (PvdA) zoon van Kamerlid Michel van Hulten (PPR)
- Kamerlid Wouter Gortzak (PvdA) zoon van Kamerlid Henk Gortzak (CPN)
- Commissaris van de Koningin Harry Borghouts (GroenLinks) zoon van minister Jan Borghouts (KVP)
- Senator Yvonne Timmerman-Buck (CDA) dochter van staatssecretaris Werner Buck (KVP)
- Minister Arie Pais (VVD) is getrouwd met minister Eegje Schoo (VVD)
- Europarlementariër Kathalijne Buitenweg (GroenLinks) met wethouder Maarten van Poelgeest (GroenLinks)
- Kamerlid Wijnand Duyvendak (GroenLinks) woont samen met Kamerlid Mirjam de Rijk (GroenLinks)
- Fractievoorzitter Andrée van Es (PSP) gehuwd met Kamerlid Maarten van Traa (PvdA)
- Minister en Eurocommissaris Neelie Kroes (VVD) gehuwd met en later gescheiden van minister Bram Peper (PvdA)
- Fractievoorzitter Jan Marijnissen (SP) gehuwd met wethouder Mari-Anne Marijnissen (SP) en vader van fractievoorzitter Lilian Marijnissen (SP)
- Kamerlid Olga Scheltema-de Nie (D66) gehuwd met staatssecretaris Michiel Scheltema (D66)
- Kamerlid Jan de Wit (SP) gehuwd met wethouder Riet de Wit (SP)
- Kamerlid Connie Patijn (PvdA, voorheen lid CHU) vader van Kamerlid en burgemeester Schelto Patijn (PvdA) en Kamerlid en staatssecretaris Michiel Patijn (VVD)
- Kamerlid Jet Nijpels (AOV) schoonzus van fractievoorzitter en minister Ed Nijpels (VVD)
- Kamerlid Dick de Cloe (PvdA) broer van Kamerlid Cees de Cloe (PvdA)
- Minister Leendert Ginjaar (VVD) gehuwd met staatssecretaris Nell Ginjaar-Maas (VVD)
- Fractievoorzitter Hans Janmaat (CD) gehuwd met Kamerlid Wil Schuurman (CD)
- Kamerlid Cor van Dis sr. (SGP) vader van Kamerlid Cor van Dis jr. (SGP)
- Fractievoorzitter Hendrik Tilanus (CHU) was de vader van fractievoorzitter Arnold Tilanus (CHU)
- Kamerlid Willem Witteveen (PvdA) zoon van minister Johan Witteveen (VVD)
- Kamerlid Rinse Zijlstra (ARP) broer van premier Jelle Zijlstra (ARP)
- Fractievoorzitter Pieter Heerma (CDA) is zoon van fractievoorzitter Enneüs Heerma (CDA)
- Minister Sophie Hermans (VVD) dochter van minister Loek Hermans (VVD)
- Minister Hanja Maij-Weggen (CDA), moeder van gedeputeerde Hester Maij (CDA) en kamerlid Marit Maij (PvdA)
- Minister Fleur Agema, partner van kamerlid Léon de Jong (PVV)
- Minister, kamerlid en vice-voorzitter Raad van State Thom de Graaf (D66), zoon van oud kamerlid Theo de Graaf (KVP)
- Minister Ferdinand Grapperhaus (CDA), zoon van oud staatssecretaris Ferd Grapperhaus (KVP)
- Staatssecretaris Teun Struycken (1969) (namens NSC), kleinzoon van oud-minister Teun Struycken (1906-1977) (KVP)
- Minister Hanke Bruins Slot (CDA), dochter van burgemeester Harm Bruins Slot (CDA)
- Kamerlid en burgemeester Sybrand van Haersma Buma (CDA), zoon van burgemeester Bernhard van Haersma Buma (CHU)
- Tweede Kamerlid (en Voorzitter) Gerdi Verbeet (PvdA), getrouwd met staatssecretaris Wim Meijer (PvdA), zus van bestuurder Martin Verbeet